# San Justo de Cabanillas
San Justo de Cabanillas es una localidad española del Bierzo, municipio de Noceda del Bierzo, en la provincia de León, comunidad autónoma de Castilla y León.
En 2022 contaba con 40 habitantes.

## Sitios que ver
-Si vas a San Justo de Cabanillas tienes que ver su iglesia del siglo X con referencias romanas y su ermita a lo alto de la colina que rodea a este pueblo.
-Otra cosa que no puedes faltar a ver en San Justo de Cabañillas son sus dos rutas: La de la laguna del ratón un ruta donde su fin es una preciosa laguna con una pared de rocas naturales y la otra es la ruta de los molinos un ruta que dura unos 7,5Km donde pasas por los restos de los escombros de los molinos del siglo XVIII.
-Una de las cosas que destacan en el Bierzo es la naturaleza. La naturaleza de San Justo de Cabanillas no se queda atrás. San Justo de Cabanillas tiene unos espléndidos árboles como los Castaños, los Chopos o los Manzanos y las flores ni te cuento; tiene unas preciosas flores como las Rosa Pimpinellifolia, las Margaritas o las Amapolas.
-La última cosa que no te puedes perder es su río, el río se llama San Justo de Cabanillas. Si, como el nombre del pueblo, aunque algunas personas quieren cambiarlo.
- Datos: Q6119185
- Multimedia: San Justo de Cabanillas / Q6119185